# (4903) Ichikawa
(4903) Ichikawa (1989 UD) – planetoida z pasa głównego asteroid okrążająca Słońce w ciągu 5,61 lat w średniej odległości 3,15 j.a. Odkryta 20 października 1989 roku.